# АЕС Квод-Сітіс
Атомна електростанція Квад Сітіс — двоблокова атомна електростанція, розташована поблизу Кордови, штат Іллінойс, США, на річці Міссісіпі. Має два киплячих ядерних реактори General Electric що дають станції загальну валову електричну потужність приблизно 1880 МВт. Вона була названий на честь сусідніх міст Молін, Рок-Айленд, Давенпорт, Іст-Молін, і Беттендорф, — відомих як «Квад Сіті».
Завод Quad Cities належить і управляється Constellation Energy. У 2004 році Комісія ядерного регулювання США (NRC) схвалила продовження ліцензії на 20 років для обох реакторів на цій станції. Посилаючись на постійну низку фінансових втрат заводу, Exelon розглядала можливість закриття підприємства до 2018 року.
2 червня 2016 року Exelon оголосила про свої наміри закрити Quad Cities Nuclear Generating Station 1 червня 2018 року через рентабельність станції та відсутність підтримки з боку законодавчих зборів штату Іллінойс.
14 грудня 2016 року компанія Exelon оголосила, що залишить ядерну електростанцію Quad Cities відкритою через ухвалення штатом Іллінойс законопроекту про робочі місця в енергетиці майбутнього.

## Навколишнє населення
Комісія з ядерного регулювання визначає дві зони планування на випадок надзвичайних ситуацій навколо атомних електростанцій: зону впливу шлейфу радіусом 10 миль (16 км), пов’язаних насамперед з впливом та вдиханням радіоактивного забруднення, що передається повітрям, і зоною шляхів ковтання близько 50 миль (80 км), пов’язаних насамперед із прийомом їжі та рідини, забрудненої радіоактивністю.

## Розкриття інформації про витрати Exelon
У 2015 році виконавчий віце-президент Exelon заявив, що його п’ять двоблокових електростанцій у штаті Іллінойс коштують приблизно від 33 до 34 доларів США/МВт· год виробленої електроенергії, а одноблокова електростанція Clinton коштує приблизно 38 доларів США/МВт·год. до $39/МВт·год. Ці витрати складаються з оплати праці, планового технічного обслуговування та технічного обслуговування (включаючи резерви на непередбачені відключення), ядерного палива, капітальних витрат, корпоративних витрат (наприклад, юридичних і людських ресурсів) і податків на майно, сплачених приймаючим громадам.
З іншого боку, доходи надходять від цін на енергію, які сплачують клієнти комунальних послуг і підприємства, а також плати за потужність, яку покривають усі споживачі. У 2016 і 2017 роках ціни на енергію були встановлені в 2015 році близько 30,50 доларів США/МВт·год (близько 33 доларів США/МВт·год у 2014 році). Оголошена 21 серпня 2015 року ціна потужності, встановлена на аукціоні, який щорічно проводить PJM Interconnection (адміністратор електромережі, що охоплює північний штат Іллінойс), на рік, що починається 1 червня 2018 року, становила 215 доларів США за мегават-день, що розділено на 24 години, що означає 8,96 дол./МВт·год. Додавши ці доходи, починаючи з середини 2018 року, ви отримаєте трохи менше $39,50/МВт·год.

## Сейсмічний ризик
Згідно з дослідженням NRC, опублікованим у серпні 2010 року, Комісією з ядерного регулювання оцінка щорічного ризику землетрусу достатньо сильного, щоб спричинити пошкодження активної зони реактора в Quad Cities, становила 1 з 37,037.

## Виробництво електроенергії
| Year | Jan       | Feb       | Mar       | Apr       | May       | Jun       | Jul       | Aug       | Sep       | Oct       | Nov       | Dec       | Annual (Total) |
| ---- | --------- | --------- | --------- | --------- | --------- | --------- | --------- | --------- | --------- | --------- | --------- | --------- | -------------- |
| 2001 | 1,172,952 | 1,056,612 | 1,106,183 | 1,065,468 | 1,162,558 | 1,117,115 | 1,135,979 | 635,766   | 1,101,113 | 1,162,846 | 1,130,032 | 1,138,068 | 12,984,692     |
| 2002 | 738,475   | 596,682   | 1,007,517 | 1,086,067 | 1,167,150 | 1,142,800 | 931,703   | 1,165,500 | 1,174,630 | 1,228,133 | 744,548   | 1,283,145 | 12,266,350     |
| 2003 | 1,306,327 | 1,152,976 | 1,278,664 | 1,171,498 | 954,716   | 815,842   | 1,220,760 | 1,281,536 | 1,265,121 | 1,304,252 | 833,485   | 1,186,540 | 13,771,717     |
| 2004 | 1,202,875 | 991,349   | 568,791   | 1,084,379 | 1,121,888 | 1,076,092 | 1,107,130 | 1,111,430 | 1,074,236 | 1,124,678 | 1,091,794 | 1,127,459 | 12,682,101     |
| 2005 | 1,126,644 | 1,017,777 | 928,283   | 738,220   | 920,192   | 1,070,820 | 1,200,205 | 1,283,322 | 1,248,711 | 1,276,356 | 1,255,174 | 1,253,172 | 13,318,876     |
| 2006 | 884,856   | 976,728   | 1,001,358 | 691,552   | 880,325   | 1,250,611 | 1,284,768 | 1,253,438 | 1,245,977 | 1,295,714 | 1,251,173 | 1,293,171 | 13,309,671     |
| 2007 | 1,294,067 | 1,148,358 | 1,245,422 | 1,122,822 | 832,192   | 1,247,167 | 1,289,652 | 1,289,911 | 1,155,812 | 1,288,041 | 1,252,265 | 1,291,167 | 14,456,876     |
| 2008 | 1,289,535 | 1,155,382 | 679,767   | 1,209,381 | 1,287,186 | 1,247,811 | 1,290,501 | 1,284,779 | 1,243,128 | 1,284,862 | 1,207,123 | 1,045,245 | 14,224,700     |
| 2009 | 1,293,347 | 1,164,741 | 1,283,011 | 1,121,735 | 665,054   | 1,255,708 | 1,316,606 | 1,314,494 | 1,192,831 | 1,332,665 | 1,290,149 | 1,333,254 | 14,563,595     |
| 2010 | 1,332,886 | 1,201,545 | 946,115   | 878,629   | 1,342,923 | 1,287,987 | 1,319,544 | 1,177,008 | 1,297,582 | 1,334,883 | 1,318,226 | 1,358,923 | 14,796,251     |
| 2011 | 1,341,665 | 1,218,765 | 1,355,647 | 1,297,776 | 850,488   | 996,114   | 1,346,991 | 1,352,591 | 1,328,201 | 1,385,987 | 1,354,742 | 1,372,558 | 15,201,525     |
| 2012 | 1,398,790 | 1,304,757 | 1,077,286 | 881,276   | 1,374,746 | 1,321,561 | 1,340,635 | 1,356,197 | 1,320,064 | 1,388,445 | 1,349,695 | 1,392,520 | 15,505,972     |
| 2013 | 1,346,965 | 1,256,393 | 911,284   | 1,159,144 | 1,386,500 | 1,329,244 | 1,359,102 | 1,361,951 | 1,304,993 | 1,384,016 | 1,354,455 | 1,400,172 | 15,554,219     |
| 2014 | 1,398,654 | 1,255,542 | 1,315,256 | 669,865   | 1,227,839 | 1,325,373 | 1,367,918 | 1,361,092 | 1,328,296 | 1,391,459 | 1,346,417 | 1,398,793 | 15,386,504     |
| 2015 | 1,379,144 | 1,259,371 | 884,267   | 1,259,505 | 1,375,851 | 1,319,940 | 1,356,402 | 1,357,153 | 1,260,263 | 1,378,572 | 1,338,887 | 1,392,796 | 15,562,151     |
| 2016 | 1,392,976 | 1,277,269 | 1,074,899 | 1,138,776 | 1,360,632 | 1,292,922 | 1,345,446 | 1,348,784 | 1,318,130 | 1,373,284 | 1,343,799 | 1,388,178 | 15,655,095     |
| 2017 | 1,381,740 | 1,189,096 | 1,158,137 | 1,014,707 | 1,383,006 | 1,312,859 | 1,355,570 | 1,181,544 | 1,306,134 | 1,376,811 | 1,347,184 | 1,395,079 | 15,401,867     |
| 2018 | 1,350,562 | 1,193,362 | 1,020,999 | 1,161,787 | 1,361,155 | 1,305,914 | 1,347,581 | 1,352,914 | 1,259,129 | 1,383,445 | 1,346,246 | 1,393,364 | 15,476,458     |
| 2019 | 1,394,950 | 1,245,033 | 1,025,065 | 1,167,264 | 1,382,694 | 1,320,762 | 1,343,700 | 1,206,344 | 1,299,316 | 1,365,988 | 1,344,689 | 1,390,303 | 15,486,108     |
| 2020 | 1,389,488 | 1,299,343 | 1,281,531 | 969,620   | 1,367,485 | 1,299,992 |           |           |           |           |           |           | 7,607,459      |

## Розширене підвищення потужності
Під час розширеного випробування на підвищення потужності 5 березня 2002 р. (розробленого для збільшення енергетичної ефективності існуючих реакторів BWR), Quad Cities Unit 2 почав відчувати вібрацію в паропроводі. У березні 29 завод був зупинений вручну через високу вібрацію, що спричинила витоки в системі керування головною турбіною. одиниця 2 було перезапущено у квітні 2, але вібрація зламала дренажну лінію головної парової труби. Лінію відремонтували і перезапуск відновили, але до червня 7 основні паропроводи демонстрували незрозумілі аберації. У липні завод знову відключили на ремонт 11, і проблема виявилася в отворі в паровій сушарці. Відремонтовано паросушарку та агрегат 2 було перезапущено в липні 21, 2002. Подія не призвела до підвищення ймовірності ДТП. NRC перевірив усі ремонтні роботи, і розширене підвищення потужності було успішно завершено.
|                                      | Блок 1                          | Блок 2                          |
| ------------------------------------ | ------------------------------- | ------------------------------- |
| Тип                                  | BWR-3                           | BWR-3                           |
| Ядерна система постачається          | General Electric Company (США ) | General Electric Company (США ) |
| Ємність Чистий МВт (е)               | 934                             | 937                             |
| Покоління у 2003 році Мегават-години | 5,709,520                       | 6 956 073                       |
| Ємність Фактор                       | 90,6%                           | 92,7%                           |
| Он-лайн Дата                         | 14 грудня 1972 р                | 14 грудня 1972 р                |
| Ліцензія Термін придатності          | 14 грудня 2032 р                | 14 грудня 2032 р                |

Чиста генерація в 2015 році склала 15,5 млн МВт-год, коефіцієнт потужності – 95,0%. Це приблизно 1,2 мільйона будинків.

## Інформація про енергоблоки
| Енергоблок   | Тип реакторів       | Потужність | Потужність | Початок будівництва | Фізпуск    | Підключення до мережі | Введення в експлуатацію | Закриття |
| Енергоблок   | Тип реакторів       | Чистий     | Брутто     | Початок будівництва | Фізпуск    | Підключення до мережі | Введення в експлуатацію | Закриття |
| ------------ | ------------------- | ---------- | ---------- | ------------------- | ---------- | --------------------- | ----------------------- | -------- |
| Квід Сітіс-1 | BWR, BWR-3 (Mark 1) | 908 МВт    | 940 МВт    | 15.02.1967          | 18.10.1971 | 12.04.1972            | 18.02.1973              | -        |
| Квід Сітіс-2 | BWR, BWR-3 (Mark 1) | 911 МВт    | 940 МВт    | 15.02.1967          | 26.04.1972 | 23.05.1972            | 10.03.1973              | -        |